# Kriegerdenkmal Badewitz

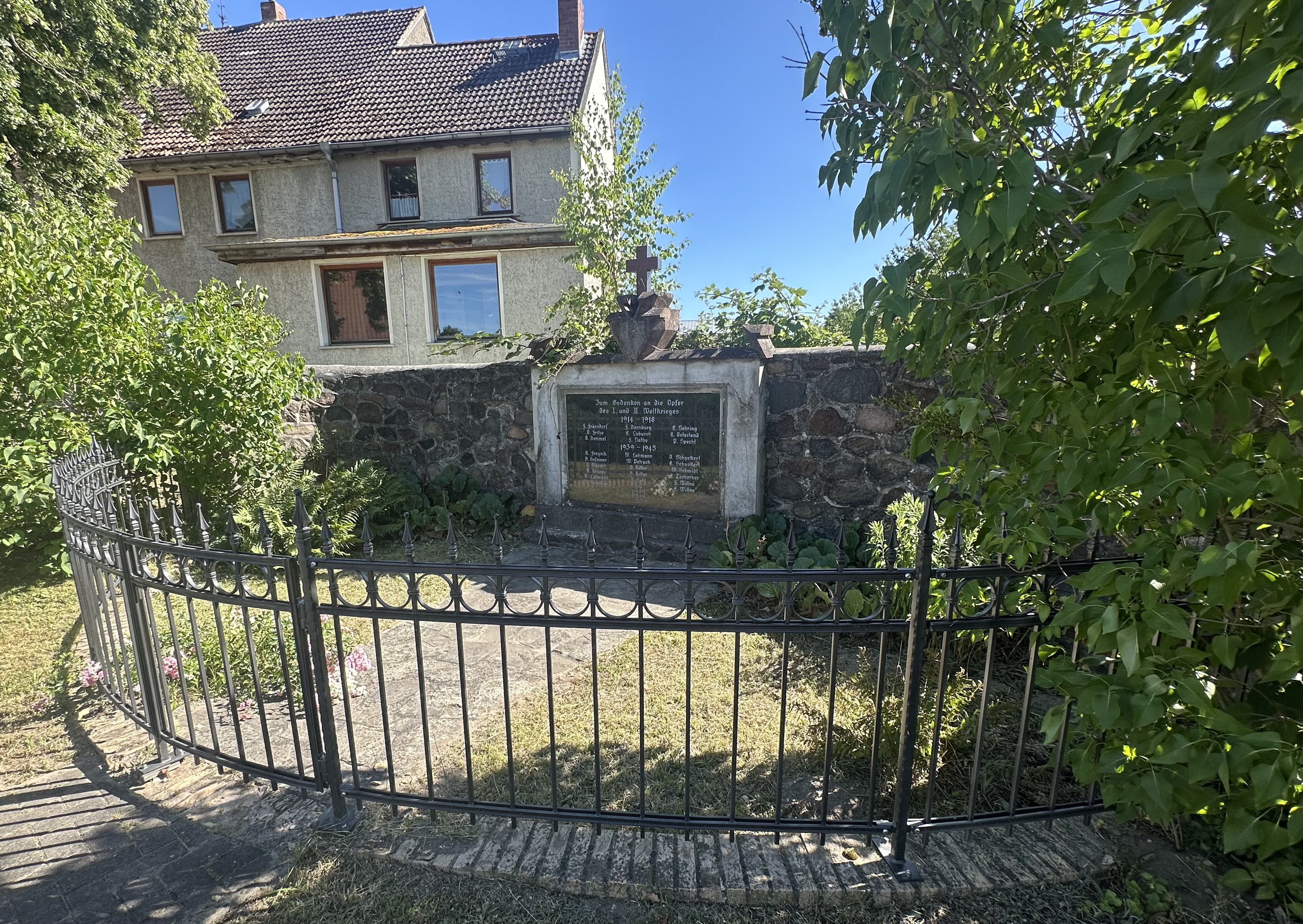
Kriegerdenkmal Badewitz, 2025

Das Kriegerdenkmal Badewitz ist ein Kriegerdenkmal in der zur Stadt Zerbst/Anhalt gehörenden Ortschaft Badewitz in Sachsen-Anhalt. Es erinnert an die Gefallenen aus Badewitz im Ersten und Zweiten Weltkrieg.

## Lage
Das Denkmal befindet sich im Ortszentrum südlich der Deetzer Straße.

## Gestaltung
Das Denkmal besteht aus einer aus Natursteinen errichteten Mauer, in die mittig, von einer verputzten Rahmung umgeben, eine Inschriftentafel integriert ist. Bekrönt wird die Tafel von einem Kreuz. Der Denkmalbereich wird von einem halbkreisförmigen, schmiedeeisernen Zaun umgrenzt.
Auf der Inschriftentafel wird neun Gefallenen des Ersten Weltkriegs und 17 Gefallenen des Zweiten Weltkriegs namentlich gedacht. Die Namensnennungen sind weitestgehend alphabetisch geordnet. Von den Vornamen ist jeweils nur der erste Buchstabe angegeben. Die Inschrift der Tafel lautet:
| Zum Gedenken an die Opfer des I. und II. Weltkrieges 1914–1918 |             |              |
| F. Fräsdorf                                                    | F. Dornburg | E. Nehring   |
| O. Fritze                                                      | E. Lubusch  | K. Osterland |
| O. Demmel                                                      | F. Natho    | P. Specht    |
| 1939–1945                                                      |             |              |
| K. Freynik                                                     | W. Lohmann  | O. Schuckert |
| A. Hofmann                                                     | W. Petrack  | E. Schuckert |
| H. Klauert                                                     | O. Ritter   | W. Schmidt   |
| R. Krappe                                                      | B. Ritter   | E. Tscherner |
| O. Lehmann                                                     | R. Sehl     | F. Willno    |
| P. Lehmann                                                     |             | E. Willno    |

Mittig unterhalb der Inschrift ist ein Eisernes Kreuz dargestellt.